# Trienopa ambigua
Trienopa ambigua är en insektsart som beskrevs av Melichar 1906. Trienopa ambigua ingår i släktet Trienopa och familjen sköldstritar. Inga underarter finns listade i Catalogue of Life.